# Valle Edén

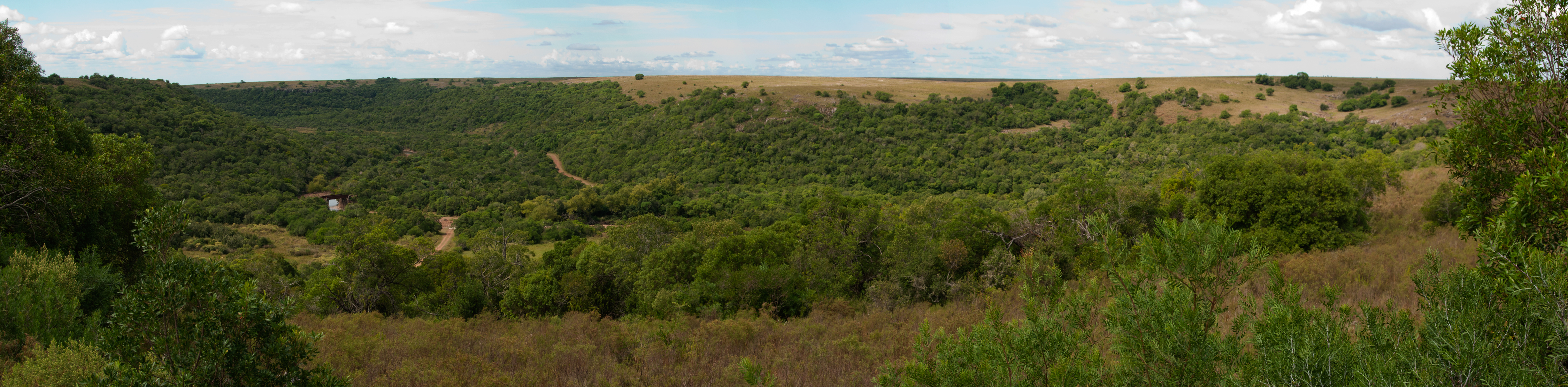
Imagen de Valle Edén, foto tomada desde el mirador que domina el valle

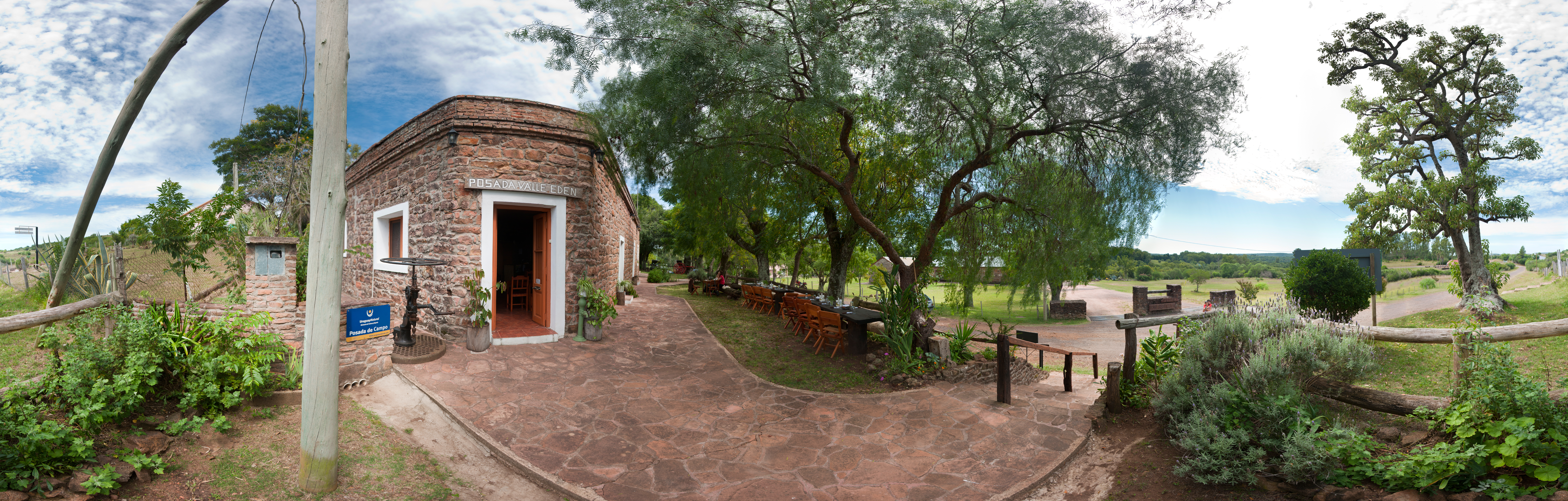
Posada Valle Edén, un lugar de referencia en la localidad, frente a ella se encuentra el Museo Carlos Gardel

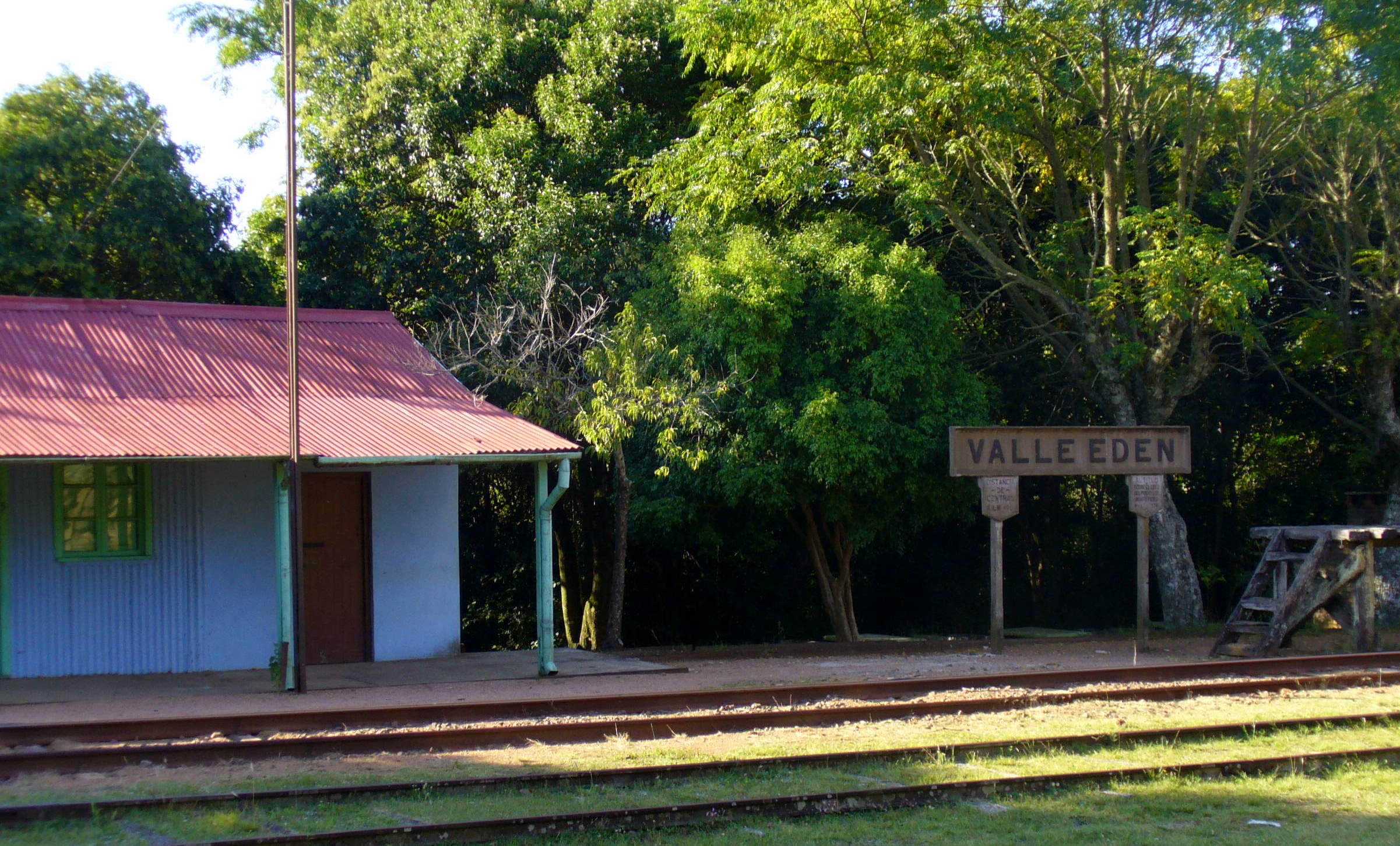
Imagen de Estación de trenes de Valle Edén

Valle Edén es una localidad uruguaya del departamento de Tacuarembó, ubicada en el km 208 de la ruta 26, a unos 23 km de la ciudad de Tacuarembó.
Un lugar caracterizado por su vegetación autóctona y atractivos turísticos. Uno de ellos es el Museo Carlos Gardel inaugurado el 11 de diciembre de 1999, en él se exhiben numerosos documentos que sustentan la versión que en una estancia situada cerca de allí, la estancia Santa Blanca, nació el cantor Carlos Gardel (según una de las teorías existentes sobre su nacionalidad). También se encuentran en este valle otros atractivos como el denominado Pozo Hondo (un salto de agua que termina en un pozo profundo donde inclusive se ha realizado buceo). Las marmitas,  formaciones rocosas en forma de pozos fruto de la erosión fluvial y la Posta de diligencias, ruinas de una antigua posta del siglo XIX.
A la entrada de Valle Edén se encuentra una zona de camping con todas las comodidades para acampar y la Posada Valle Edén donde se puede encontrar alojamiento, y que también funciona como restaurante. El lugar cuenta también con una seccional policial y una escuela rural.
Otro atractivo turístico es la vieja Estación de Trenes, conservada tal cual funcionaba a mediados del siglo XX, en ella se rodaron fragmentos de la película Corazón de Fuego.
También en esta zona nació el comunicador radial Abel Duarte (1958-2019).